# Seufyann Sayad
Seufyann Sayad (arabisch سفيان صياد, DMG Sufyān Ṣayyād; * 1. November 1979 in Sélestat) ist ein ehemaliger französisch-marokkanischer Handballspieler.

## Karriere

### Verein
Seufyann Sayad lernte das Handballspielen in seiner Heimatstadt beim Sélestat AHB, mit dessen erster Mannschaft er in der ersten französischen Liga auflief. Nachdem er mit 163 Toren in 28 Spielen drittbester Torschütze der Saison 2001/02 geworden war, wechselte der 1,92 m große Rückraumspieler zum Erstligisten Chambéry Savoie HB, mit dem er 2003 den zweiten Platz der Liga erreichte. Mit Chambéry nahm er am Europapokal der Pokalsieger 2002/03 und an der EHF Champions League 2003/04 teil. 2004 unterschrieb der Rechtshänder bei Toulouse Union HB. Ab 2006 spielte Sayad in Spanien je eine Saison beim Zweitligisten CB Cangas sowie bei den Erstligisten Keymare Almería und SD Teucro, mit denen er jeweils in die zweite Liga absteigen musste. 2009 wechselte er zum HBC Nantes, mit dem er das Finale im Coupe de la Ligue 2012/13 und im EHF-Pokal 2012/13 erreichte. Nachdem sein Vertrag im Sommer 2014 ausgelaufen war, beendete er seine Laufbahn. Nach einem Jahr Pause kehrte er 2015 auf den Platz zurück und spielte noch vier Jahre beim spanischen Erstligisten BM Puerto Sagunto.

### Nationalmannschaft
In der französischen A-Nationalmannschaft debütierte Sayad im Jahr 2000 bei der Challenge Georges Marranes. Den World Cup in Schweden gewann er 2002. 2005 nahm er an den Mittelmeerspielen teil. Für Frankreich bestritt er 17 Länderspiele, in denen er 17 Tore erzielte.
Bei der Afrikameisterschaft 2012 belegte er mit der marokkanischen Nationalmannschaft den vierten Platz und wurde zum besten Spieler des Turniers gewählt.